# Quardu
Quardu är en klan i Liberia.   Den ligger i regionen Lofa County, i den norra delen av landet, 260 km nordost om huvudstaden Monrovia.